# Brocchinia steyermarkii
Espèce
Classification phylogénétique
Brocchinia steyermarkii est une espèce de plante de la famille des Bromeliaceae originaire du Guyana et du Venezuela.

## Distribution
L'espèce est originaire du Guyana et de l'État de Bolívar au Venezuela.

## Description
L'espèce est hémicryptophyte.